# Dendrophidion prolixum
Espèce
Dendrophidion prolixum est une espèce de serpents de la famille des Colubridae.

## Répartition
Cette espèce se rencontre en Équateur et en Colombie dans les départements de Chocó, de Cauca et de Nariño. 

## Étymologie
Le nom spécifique prolixum vient du latin prolixus, long, en référence au long hémipénis de ce saurien en comparaison des autres espèces du genre Dendrophidion.

## Publication originale
- Cadle, 2012 : Systematics of the Neotropical Snake Dendrophidion percarinatum (Serpentes: Colubridae), With Descriptions of Two New Species from Western Colombia and Ecuador and Supplementary Data on D. brunneum. Bulletin of the Museum of Comparative Zoology, vol. 160, n. 6, p. 259-344 (texte intégral).